# Kristó Tibor
Kristó Tibor (Csíkszentimre, 1949. április 11.–) erdélyi magyar újságíró, szerkesztő, költő.

## Életpályája
Érettségi után helyettes tanár volt különböző székely falvakban (Gyimesfelsőlok, Csíkmindszent, Kászonaltíz). Kászonaltízen néprajzi múzeumot alapított. Több éven keresztül a Csíki Székely Nemzeti Múzeum munkatársa volt. 1980-tól a Hargita (később a a Hargita Népe) korrektora, szerkesztője, majd a bukaresti újságírói főiskola elvégzése után riportere volt. Csíkszentimrén fuvószenekart és községi könyvtárat alapított.

## Megjelent kötetei
- Felhagyott ösvények. Kristó Tibor versei; Novos, Csíkszereda, 1993
- Csíki néprajzi gyűjtések. Különös tekintettel a kismesterségekre; Novos, Csíkszereda, 1995
- Muzsikus manó (gyermekversek, 1995)
- Kései leltár (versek, 1995)
- Falufaggató (riportok, tárcák, emlékezések 1996)
- Égő éden (versek, 1998)
- Kuláksors. Székely kulákok történetei (visszaemlékezések, 1999)
- Griffek és varjak (versek, 2003)
- Kaugarit íjak (versek, 2006)
- Kismesterségek alkonya (riportok, tárcák, emlékezések, 2006)
- Fúvósébresztő (Köllő Ferenccel, riportok, tárcák, emlékezések, 2006)
- A riporter megtér (riportok, 2008)
- Napnyugatra tartok (versek, 2009)
- Cézár pitvarában (versek, 2012)
- Kárász Karcsi, a csalihal (gyermekversek, 2012)
- Zsolt, a jó kobold / Szép Henter Margitka; Pallas-Akadémia, Csíkszereda, 2013 (Mesevonat)
- Honos rögökön. Versek; Hargita Népe, Csíkszereda, 2017